# اونگلاد
اونگلاد (به فرانسوی: Anglade) یک کمون در فرانسه است که در canton of Saint-Ciers-sur-Gironde واقع شده‌است. اونگلاد ۱۳٫۸۲ کیلومتر مربع مساحت دارد ۱۱ متر بالاتر از سطح دریا واقع شده‌است.